# Corymbia setosa
Corymbia setosa är en myrtenväxtart som först beskrevs av Johannes Conrad Schauer, och fick sitt nu gällande namn av Kenneth D. Hill och Lawrence Alexander Sidney Johnson. Corymbia setosa ingår i släktet Corymbia och familjen myrtenväxter. Inga underarter finns listade i Catalogue of Life.